# Центар за истраживање јавних политика
Центар за истраживање јавних политика је невладина организација из Београда. Основана је 2010. године од стране Бранке Анђелковић, Павле Голицина и Светлане Ђурђевић-Лукић.

## Мисија и пројекти центра
У истраживачком фокусу центра су безбедност, инклузивност и репрезентативност угрожених и рањивих група и то путем квалитативних теренских истраживања с крајњим циљем крерирања практичних предлога политике.
Сва своја истраживања центар дели у четири целине:
- Безбедност рањивих група
- Социо-економске политике
- Партиципација и људска права
- Социјална инклузија

Један од истраживања којима се бавио центар јесте везано за фриленсере у Србији. Центар учествује у радним групама за поглавље 24, 30 и 31 у оквиру Националног конвента о Европској унији Републике Србије.
Након смрти Светлане Ђурђевић-Лукић, организација је основала 2017. године фонд који носи њено име. Фонд једном годишње расписује наградни конкурс за најбоље истраживачке студентске радове у области: постконфликтна друштва, безбедност рањивих група, сајбер безбедност, природне катастрофе и безбедност у заједници, здравствена безбедност и безбедности у саобраћају.

## Структура и чланови центра
У периоду од 2010. године до септембра 2016. године, извршна директорка центра је била Светлана Ђурђевић-Лукић. Међутим, након што је преминула у саобраћајној несрећи, на ту позицију ју је наследила Тања Јакоби. Програмски директор организације је Бранка Анђелковић.
Центар има свој Управни и Саветодавни одбор. Саветодавни одбор чине: Владимир Биланџић, Наталија Богданов, Дејан Миленковић и Мирослав Ружица.
Чланови центра су: 
- Тања Јакоби;
- Маја Ковач
- Јелена Шапић
- Марина Тадић;
- Дарко Сталевски;
- Филип Стојановић;
- Срђан Кораћ;
- Јелена Радоман;
- Милан Лукић

## Спољашне везе
- Званични веб-сајт
- Фејсбук страница организације
- Твитер налог организације
- Линкедин страница организације[мртва веза]